# Internationale Islamische Fiqh-Akademie
Die Internationale Islamische Fiqh-Akademie (arabisch مجمع الفقه الإسلامي الدولي, DMG Maǧmaʿ al-Fiqh al-Islāmī ad-Duwalī) mit Sitz in Dschidda ist eine Institution der Organisation für Islamische Zusammenarbeit (OIC), die sich mit der Fortbildung des islamischen Rechts befasst. 
Sie wurde 1974 auf Beschluss des zweiten Gipfeltreffens der OIC gegründet und im Februar 1988 eröffnet.
Einer der bekanntesten Beschlüsse der Fiqh-Akademie war das 1990 ausgesprochene kategorische Verbot von Embryonenforschung.